# Tadeusz Stadniczeńko
Tadeusz Kazimierz Stadniczeńko (ur. 29 sierpnia 1926 w Kołomyi, zm. 14 lutego 1998 w Szczecinie) – polski ekonomista i polityk, poseł na Sejm PRL V, VI, VII, VIII i IX kadencji.

## Życiorys
Syn Karola i Józefy. Jako oficer rezerwy brał udział w II wojnie światowej (do Wojska Polskiego został wcielony w maju 1944, służbę zakończył w marcu 1947 w stopniu podporucznika). Ukończył Oficerską Szkoły Łączności. Jako dowódca plutonu walczył w 2 Armii Wojska Polskiego. W latach 1949–1952 oraz 1959–1963 studiował na Wydziale Inżynieryjno-Ekonomicznym Politechniki Szczecińskiej, w 1963 uzyskał tytuł zawodowy magistra ekonomii. W 1947 przystąpił do Związku Bojowników o Wolność i Demokrację
Prowadził prywatny zakład graficzny w Gorzowie Wielkopolskim, później również w Szczecinie. Przez okres lat 50. i 60. pracował na stanowiskach kierowniczych w spółdzielczości pracy w Szczecinie. W 1957 wstąpił do Stronnictwa Demokratycznego, w którym pełnił funkcje przewodniczącego koła spółdzielczości pracy w Szczecinie (1957–1961), członka (1962–1969), członka prezydium (od 1966), sekretarza (1969–1979), wiceprzewodniczącego prezydium (1985–1986) i przewodniczącego (1979–1981, 1986–1989) Wojewódzkiego Komitetu w Szczecinie, a także członka Centralnej Komisji Rewizyjnej (1965–1969) i członka Centralnego Komitetu (1969–1981) oraz doradcy przewodniczącego WK w Warszawie (1989).
W 1962 zasiadł w Wojewódzkim Komitecie Frontu Jedności Narodu (w 1969 został jego wiceprzewodniczącym). Zasiadał w Wojewódzkiej Radzie Narodowej w Szczecinie, w latach 70. pełnił funkcję jej wiceprzewodniczącego. Był również wiceprzewodniczącym Rady Wojewódzkiej Związku Spółdzielczości Pracy w Szczecinie.
Pięciokrotnie uzyskiwał mandat posła na Sejm PRL V, VI, VII, VIII i IX kadencji, reprezentował okręgi Stargard Szczeciński oraz Szczecin. 
W Sejmie PRL V i VI kadencji zasiadał w Komisji Gospodarki Morskiej i Żeglugi oraz w Komisji Planu Gospodarczego, Budżetu i Finansów, w Sejmie VII kadencji w Komisji Handlu Zagranicznego oraz w Komisji Planu Gospodarczego, Budżetu i Finansów, w Sejmie VIII kadencji w Komisji Handlu Zagranicznego, Komisji Obrony Narodowej, Komisji Skarg i Wniosków, Komisji Nadzwyczajnej do kontroli realizacji porozumień z Gdańska, Szczecina i Jastrzębia, Komisji Nadzwyczajnej do rozpatrzenia projektu ustawy o Spółdzielniach i ich Związkach, Komisji Odpowiedzialności Konstytucyjnej oraz w Komisji Współpracy Gospodarczej z Zagranicą i Gospodarki Morskiej, a w Sejmie IX kadencji w Komisji Regulaminowej i Spraw Poselskich oraz w Komisji Obrony Narodowej.
W latach 80. pełnił obowiązki wiceprzewodniczącego Komisji Nadzwyczajnej do Kontroli Porozumień z Gdańska, Szczecina i Jastrzębia. 

## Odznaczenia
- Krzyż Kawalerski Orderu Odrodzenia Polski
- Złoty Krzyż Zasługi
- Brązowy Krzyż Zasługi
- Krzyż Walecznych
- Medal za Odrę, Nysę, Bałtyk
- Medal Zwycięstwa i Wolności 1945
- Medal „Za udział w walkach o Berlin”
- Odznaka Grunwaldzka
- Medal 30-lecia Polski Ludowej